# Retrogradacja (astronomia)

Pozorny ruch wsteczny Marsa w 2003 roku

S – Słońce
T1, T2... T5 – położenie Ziemi
P1, P2... P5 – położenie planety
A1, A2... A5 – obserwowana pozycja planety na sferze niebieskiej

Retrogradacja (z łac. retro 'wstecz', gradatio 'stopniowanie') – ruch ciała niebieskiego, które pozornie porusza się po orbicie w kierunku przeciwnym niż większość ciał w danym układzie orbitalnym. Ten ruch wsteczny ma w Układzie Słonecznym kierunek przeciwny do ruchu Ziemi wokół Słońca, który widziany z północnego bieguna Słońca odbywa się odwrotnie do ruchu wskazówek zegara.
Ruch wsteczny można zaobserwować, śledząc zmiany położenia na niebie jasnych planet zewnętrznych – Marsa, Jowisza lub Saturna – w ciągu kilku miesięcy przed i po opozycji. Notując ich położenia względem okolicznych gwiazd, można zauważyć, że zakreślają one charakterystyczne pętle na niebie nałożone na ich średni ruch. Ruch wsteczny wykazują również planety wewnętrzne – Merkury i Wenus – lecz w tym czasie znajdują się na niebie w pobliżu Słońca i ich obserwacja jest utrudniona. Zjawiska ruchu wstecznego mogą być również zaobserwowane wewnątrz systemów satelitów planet. Szczególnym przypadkiem jest sytuacja, gdy okres obiegu satelity jest krótszy od okresu obrotu planety – tak jest w przypadku Fobosa, księżyca Marsa, który cały czas porusza się po marsjańskim nieboskłonie ruchem wstecznym, to znaczy z zachodu na wschód; podobnie zachowują się satelity poruszające się wokół Ziemi poniżej orbity geostacjonarnej. Innym przypadkiem jest Merkury, którego okres obrotu jest równy 2/3 okresu obiegu wokół Słońca, lecz ze względu na znaczną mimośrodowość orbity Merkurego chwilowa prędkość kątowa obiegu staje się większa od prędkości kątowej obrotu i to Słońce zakreśla na niebie Merkurego niewielką pętlę, co w szczególnych lokalizacjach może dawać zjawisko zachodu Słońca, po którym następuje „wschód” (jednak na zachodniej części horyzontu), wreszcie drugi zachód rozpoczynający dłuższą noc.
Pętle te tłumaczone były w starożytności skomplikowanym układem sfer, deferensów i epicykli, znacznie uproszczonym przez wprowadzenie teorii heliocentrycznej przez Kopernika, a następnie wprowadzeniem pojęcia orbit eliptycznych przez Keplera. Nawet współcześnie położenie obiektów na niektórych orbitach o małym mimośrodzie jest dostatecznie dobrze opisywane kilkoma wyrazami szeregów trygonometrycznych, które to podejście jest poniekąd równoważne opisowi przez deferensy i epicykle. W odróżnieniu jednak od ich roli w teorii geocentrycznej, nie są one jednak obecnie wyjaśnieniem „natury rzeczy”, lecz konsekwencją względności ruchu.
W sytuacji przedstawionej na rysunku obok, początkowo obiekt P porusza się po sferze niebieskiej obiektu T ruchem prostym. W punkcie T2 i P2 planeta P pozornie zatrzymuje się na sferze planety T. Ruch wsteczny jest najszybszy w czasie opozycji (punkty T3 i P3), wtedy też jest go najłatwiej zaobserwować. Gdy nastąpi sytuacja T4 i P4, planeta P ponownie zatrzymuje się na sferze planety T, co kończy ruch wsteczny. Ciało T obiegające centrum S szybciej niż ciało P w pewnym momencie znów znajduje się w punkcie, w którym linia łącząca T z P jest styczna do orbity T – wyznacza to koniec ruchu wstecznego P na niebie T. W tym samym czasie również T na niebie P porusza się ruchem wstecznym.